# 조지프 라모어
조지프 라모어(영어: Joseph Larmor, 1857년 7월 11일~1942년 5월 19일)는 북아일랜드 태생의 물리학자이자 수학자이다.

## 생애
북아일랜드 앤트림주에서 태어났고, 벨파스트에서 자랐다. 아버지는 상인이었다. 케임브리지 대학교 트리니티 칼리지 수학과에 입학하여, 전교 수석(senior wrangler)으로 졸업하였다. 1885년 케임브리지 대학교 트리니티 칼리지 수학과 정교수가 되었고, 1903년 루커스 수학 석좌 교수가 되었다.
아일랜드 섬의 자치에 강하게 반대하였고, 정계에 진출해서 1911년 2월에 영국 하원 국회의원으로 선출되었다. 1921년 아일랜드는 영국-아일랜드 조약을 통해서 독립하였고, 라모어는 1922년 은퇴하였다.
1932년에 은퇴한 후, 다시 북아일랜드로 돌아갔다. 1942년에 사망하였다. 여담으로, 평생 미혼으로 살았다고 한다.

## 같이 보기
- 라모 공식
- 왕립학회
- 루커스 수학 석좌 교수
- 런던 수학 협회 - 1914부터 1916까지 회장직을 역임했다.